# Agapanthia verecunda
Agapanthia verecunda là một loài bọ cánh cứng trong họ Cerambycidae.